# 魚津大火
魚津大火（うおづたいか）は1956年（昭和31年）9月10日に富山県魚津市で発生した大火災である。富山県内では富山大空襲以来の巨大な大火となった。
魚津市内では江戸時代から終戦直後にかけて、大規模な火災が数回発生したが（これにより魚津市街地で一度も大火の被害に遭っていなかったのは、旧魚津城周辺と新金屋町のみであった）、ここでは前述の1956年大火について記述する。
1959年発行の「うおづ風土記」では、出火元の呉服店の名称から『岡本火事』と記載されている。

## 状況
9月10日19時45分、真成寺町の岡本呉服店裏の納屋から出火。20時に通報を受けた。20時3分頃消防車が到着し20時6分に放水を開始したころには、隣接する大劇映画館や栄明寺にまで延焼していて、手がつけられなくなっていた。当時の市街地は木造建築が多い上、道幅が狭く、思うように消火活動がはかどらず、さらに何度も風向が変わったため、たちまち神明商店街（現在の中央通り商店街）や市街地北部へ延焼し、あっというまに市街地北部を焼け野原にしてしまった。北日本放送ラジオも、大火の状況をラジオで放送していた（なお、この中継は第五回民放祭番組コンクール全国審査でラジオ報道「魚津大火速報」として入賞している）。

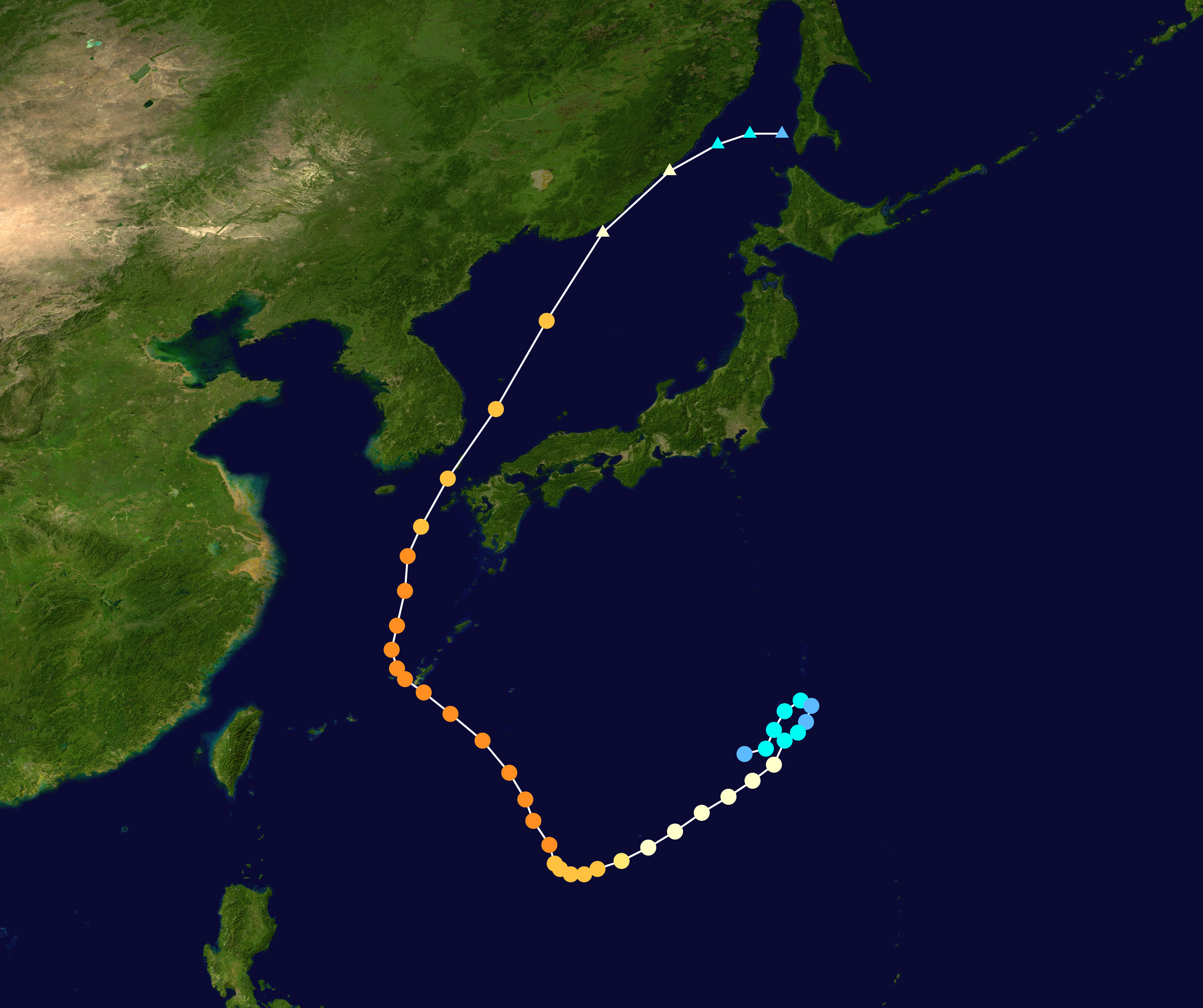
台風第12号の進路

当時は、九州西方海上を通過した大型の台風12号が日本海を北東進しており、本州の日本海側では台風通過後のフェーン現象により乾燥した強い風が吹き続けていたので、非常に火災が起こりやすい状況であった。以前にも、1954年9月の洞爺丸台風による北海道岩内町（岩内大火）、1955年10月の台風22号による新潟市（新潟大火）、さらに1956年8月には台風9号による大館市など、台風に伴う大火災が頻発しており、この時も警戒されていたが、効無く大火となったものである。
その上、市街地内にある唯一の自然水利だった鴨川が、上流の発電所の水路補修や水田への導水のため、水が殆どないという始末であった。当時の市内には157基（市街地で119基、焼失区域内に58基）の消火栓もあったが、火の回りがあまりにも強く避難を余儀なくされ、消火栓を開けっ放しにしてしまったため、消火栓の水圧が下がってしまい、効果的な消火はできなかった。
さらに各地で飛び火による火災も発生している。
この大火により、21時に富山県庁に県災害対策本部を設置し、魚津市役所に現地本部が開設された。22時30分、富山県は災害救助法を発動し救助にあたり、周辺市町村から消防車100台が駆けつけ（新潟県糸魚川からやってきた消防車もあった）、陸上自衛隊金沢駐屯部隊の一個大隊も出動する事態となった。
翌11日午前2時10分ごろに無風となり火勢が衰え始め、同日2時45分頃に鎮火。魚津市史によれば焼失戸数1,583戸、罹災者7,219人、死者5名、負傷者170名（うち重傷者5名）、被害総額75億円という魚津市史上最悪の火災被害となった。市街地の面積割合では、30%が焼失したことになる。
出火の原因は、放火、火の不始末、自然発火などいろいろな説があるが、結局、現在もはっきりとした原因がわかっていない。
鎮火後、魚津市は国および県の支援を受けつつ火災復興計画として不燃都市を目指し、6年をかけて土地区画整理事業による大型道路、下水道事業、公園・墓地の造成などを遂行し、近代都市として生まれ変わった。

## 火元
- 真成寺町商店街（魚津銀座）、岡本呉服店裏の納屋[7][6]。なお、火元の呉服店は被災者らの怒りもあり、全財産を投げ出している[3]。

## この大火で出た犠牲者
『魚津大火復興50周年記念誌 魚津大火の記録』9ページでは、以下の5名が犠牲となっている。
- 神経痛により逃げ遅れた老人3名（男性1人、女性2人）が焼死。
- 家財搬出した長持が火の粉により引火し、中にいた8歳女児が焼死。
- 31歳男性が、親戚の家財搬出後に帰宅し、就寝中に死亡。

## 焼失した地域
- 真成寺町
- 神明町（今の中央通り1丁目）
- 金屋町（今の中央通り2丁目）
- 村木（今の村木町、末広町、緑町）
- 新金屋町（今の新金屋1丁目）
- 下村木町（今の火の宮町、新金屋2丁目、本江新町）
- 沖田区（今の並木町）
- 上村木町（今の新金屋2丁目）
- 本江（一部、今の本江新町）
- 本新（一部、今の本新町）
- 餌指町（一部、今の本町の一部）
- 鴨川町（一部）

## 被災した建物
- 中央通り商店街
- 銀座商店街（魚津銀座）
- 魚津市立村木小学校[17]
- 神明社[17]
- 火の宮神社
- 稲荷神社
- 市姫神社
- 安成寺
- 光了寺
- 光顔寺
- 照善寺[17]
- 栄明寺
- 常泉寺山門[17]
- 北陸銀行神明支店[17]
- 富山産業銀行（現・富山銀行）魚津支店[17]
- 岐阜相互銀行（現・岐阜銀行）魚津支店[17]
- 加州相互銀行（後の石川銀行）魚津出張所
- 第一劇場（中央劇場）[17]
- 大劇映画館[17]
- 金屋郵便局
- 魚津米穀販売協同組合[17]
- 魚津製氷
- 吉田工業（現・YKK）上村木工場
- 魚津製作所
- 経沢製作所
- 北一産業[17]
- 丸八[18]
- 本江酒造（現・魚津酒造）[17]
- 火の宮市営住宅[17]
- 無常庵
- 日本カーバイド工業魚津工場（ジンアンガス工場、守衛所、事務所に被害）[17]
- カーバイド病院[17]
- カーバイド記念社宅（50戸を焼）
- 小坂機業場（一部焼）[17]

など
また、焼失店舗は当時の魚津市内の総店舗数の4分の1にあたる250余軒であった。

## 焼失した文化財
以下の文化財が大火により焼失している。
- 大淀三千風筆俳諧連歌一巻
- 火の宮俳諧一巻
- 神明宮俳額一面
- 金森立器の記念の立器庵（金浦町の個人宅に残っていた）

なお、貴重な郷土資料である『魚津古今記』は、異本が石川県金沢市の図書館に所蔵されていたため、被害を免れている。

## 大火後
市はこの大火を受けて、早月川右岸に100戸の仮設住宅を設置するなどした。焼失した村木小学校の児童は、大町小学校や本江小学校、東部中学校、西部中学校、魚津高等学校、道下公民館で分散授業を受け、西部中学校の講堂も罹災者に開放された。
さらに、市連合婦人会の炊き出しや、市連合青年団の焼け跡整理なども行われ、全国から義捐金や救援物資も送られてきた。
この他、富山赤十字病院から大火直後より医師3名、看護婦4名、学生5名を派遣し、村木小学校に救護所を設置し、診療にあたった。9月24日までに19個班162名（医師19名、看護婦長19名、看護婦86名、主事その他2名）が派遣された
9月12日、甚大な被害発生を受けて、昭和天皇、香淳皇后から富山県に御救恤金（御見舞金）が贈られた。

## 復興状況
同年9月26日「魚津市都市計画復興土地区画整理事業施行区域」が建設省（現・国土交通省）告示による決定された。この際、罹災した人々が個々ばらばらに家を建てることで元の密集した街並みに戻ってしまうのを防ぐため、魚津市は不燃都市の造成を目指すべく区域内の建築をバラック建てに制限した。
11月22日、魚津市が施行する土地区画整理事業が知事から認可された。対象範囲は焼失地域およびこれに密接に関係する区域を合わせて62.5haであった。区画整理の事業費は2億9,000万円。当時の魚津市の財政規模は5億円程度であったため、魚津市にとっても大事業となった。1957年1月1日、富山県は魚津市復興都市計画事務所を設けた。
この都市計画により、中央通り商店街、真成寺町商店街（魚津銀座）は鉄筋コンクリートの近代的な商店（いわゆる『防火建築帯』）が建ち並ぶようになり（1959年に完成）、市街地を貫く幹線道路も整備され、近代的都市に生まれ変わった。1962年3月31日にすべての復興事業が完成した。また、1958年に富山県で国体が開催された際、昭和天皇、香淳皇后が村木小学校屋上から火災復興状況を見学した。
市内の復興については、前述の通り被災した丸八も佐藤工業の下請けによる中央通りの復旧事業や、群馬県のコンクリートブロック専門会社から作業員30人を呼び寄せるなど、尽力している。

## 関連資料
- 『魚津大火復興50周年記念誌 魚津大火の記録』（平成18年（2006年）9月9日、魚津市発行）